# Kingsley (Staffordshire)
Pour les articles homonymes, voir Kingsley.
Kingsley est un village et une paroisse civile du Staffordshire, en Angleterre.